# Châlonvillars
Châlonvillars és un municipi francès situat al departament de l'Alt Saona i a la regió de Borgonya - Franc Comtat. L'any 2007 tenia 1.248 habitants.

## Demografia

### Població
El 2007 la població de fet de Châlonvillars era de 1.248 persones. Hi havia 472 famílies, de les quals 107 eren unipersonals (40 homes vivint sols i 67 dones vivint soles), 139 parelles sense fills, 186 parelles amb fills i 40 famílies monoparentals amb fills.
La població ha evolucionat segons el següent gràfic:
Habitants censats

### Habitatges
El 2007 hi havia 514 habitatges, 487 eren l'habitatge principal de la família, 6 eren segones residències i 21 estaven desocupats. 444 eren cases i 70 eren apartaments. Dels 487 habitatges principals, 410 estaven ocupats pels seus propietaris, 69 estaven llogats i ocupats pels llogaters i 8 estaven cedits a títol gratuït; 3 tenien una cambra, 10 en tenien dues, 47 en tenien tres, 100 en tenien quatre i 328 en tenien cinc o més. 440 habitatges disposaven pel capbaix d'una plaça de pàrquing. A 166 habitatges hi havia un automòbil i a 295 n'hi havia dos o més.

### Piràmide de població
La piràmide de població per edats i sexe el 2009 era:
| Homes | Edats   | Dones |
| ----- | ------- | ----- |
| 4     | 95 o +  | 0     |
| 0     | 90 a 94 | 0     |
| 0     | 85 a 89 | 4     |
| 4     | 80 a 84 | 16    |
| 0     | 75 a 79 | 16    |
| 16    | 70 a 74 | 24    |
| 44    | 65 a 69 | 24    |
| 24    | 60 a 64 | 28    |
| 44    | 55 a 59 | 56    |
| 52    | 50 a 54 | 44    |
| 40    | 45 a 49 | 48    |
| 48    | 40 a 44 | 28    |
| 44    | 35 a 39 | 52    |
| 36    | 30 a 34 | 36    |
| 8     | 25 a 29 | 28    |
| 28    | 20 a 24 | 36    |
| 48    | 15 a 19 | 32    |
| 56    | 10 a 14 | 32    |
| 40    | 5 a 9   | 40    |
| 36    | 0 a 4   | 28    |

## Economia
El 2007 la població en edat de treballar era de 819 persones, 594 eren actives i 225 eren inactives. De les 594 persones actives 548 estaven ocupades (300 homes i 248 dones) i 47 estaven aturades (17 homes i 30 dones). De les 225 persones inactives 93 estaven jubilades, 85 estaven estudiant i 47 estaven classificades com a «altres inactius».

### Ingressos
El 2009 a Châlonvillars hi havia 489 unitats fiscals que integraven 1.311,5 persones, la mediana anual d'ingressos fiscals per persona era de 20.983 €.

### Activitats econòmiques
Dels 30 establiments que hi havia el 2007, 1 era d'una empresa alimentària, 2 d'empreses de fabricació d'altres productes industrials, 5 d'empreses de construcció, 10 d'empreses de comerç i reparació d'automòbils, 1 d'una empresa de transport, 2 d'empreses d'hostatgeria i restauració, 1 d'una empresa d'informació i comunicació, 2 d'empreses financeres, 1 d'una empresa immobiliària, 3 d'empreses de serveis, 1 d'una entitat de l'administració pública i 1 d'una empresa classificada com a «altres activitats de serveis».
Dels 8 establiments de servei als particulars que hi havia el 2009, 1 era un taller de reparació d'automòbils i de material agrícola, 3 paletes, 2 fusteries, 1 electricista i 1 restaurant.
Dels 5 establiments comercials que hi havia el 2009, 1 era una botiga de més de 120 m², 1 una botiga de menys de 120 m², 2 llibreries i 1 una botiga d'electrodomèstics.
L'any 2000 a Châlonvillars hi havia 9 explotacions agrícoles que ocupaven un total de 363 hectàrees.

## Equipaments sanitaris i escolars
El 2009 hi havia una escola elemental.

## Poblacions més properes
El següent diagrama mostra les poblacions més properes.